# Rondo Westerplatte w Kaliszu
Rondo Westerplatte – rondo w Kaliszu na skrzyżowaniu alei Wojska Polskiego i ulicy Podmiejskiej, położone na styku osiedli Dobrzec P, Widok i Serbinowa, w ciągu drogi krajowej nr 25.

## Opis
Rondo dwupasmowe, bez sygnalizacji świetlnej. Najstarsze i największe skrzyżowanie o ruchu okrężnym w Kaliszu – wybudowane w 1974, średnica całkowita 86 m, średnica wyspy środkowej 68 m. W bezpośrednim sąsiedztwie znajdują się m.in. dwa wielkie zespoły mieszkaniowe, osiedle „Panorama Dobrzec” i stacja benzynowa Circle K. Pod koniec 2014 przeprowadzono kompleksowy remont ronda.
Jedno z najbardziej kolizyjnych skrzyżowań w Kaliszu.

## Komunikacja miejska
Przez rondo Westerplatte przebiega większość spośród 25 linii autobusowych KLA. W bezpośrednim sąsiedztwie skrzyżowania znajdują się przystanki Podmiejska Rondo.